# باب جدة
باب جدة هو مشروع يقع في منطقة المطار القديم بجدة، تقوم ببنائه وتطويره شركة إعمار الشرق الأوسط التابعة لشركة إعمار العقارية الإماراتية. و يحتوي على العديد من الأبراج السكنية والتجارية و أبراج مكتبية و أسواق ومحلات تجارية على طول ممرات المشاة و مناطق مخضرة في كل مكان .

## إعمار سكوير
يعد إعمار سكوير المنطقة التجارية لمشروع باب جدة متعدد الاستخدامات الذي تطوره إعمار الشرق الأوسط وهو يوفر للعملاء تجربة مكاتب تجارية غير مسبوقة تجمع بين المرافق العصرية الفاخرة وبيئة الأعمال فائقة الحداثة ، وسينقل هذا المشروع تجربة إعمار سكوير للمكاتب التجارية عالمية المستوى التي أطلقتها الشركة في كل من دبي وإسطنبول والقاهرة، والتي استقطبت جميعها اهتماماً لافتاً من قبل المستثمرين العالميين.
وتتوزع المباني المكتبية الثلاثة ذات الخمسة طوابق حول ساحة الهلال ، وتتميز بإطلالة على الساحة ونافورة الماء التفاعلية والمتاجر الفاخرة، إضافة إلى التصاميم الداخلية الأنيقة للمداخل والردهات التي تعتمد المزج بين العراقة والحداثة، والتي ستشكّل بيئة عمل مميزة تهدف إلى نجاح الأعمال.